# NWR Karbonia
NWR Karbonia S.A. – spółka specjalizująca się między innymi w wydobyciu węgla kamiennego i innych kopalin towarzyszących oraz w pracach geologiczno-poszukiwawczych, należąca do międzynarodowego holdingu przemysłowego New World Resources Plc. Spółka nadzoruje prace nad dwoma projektami w południowej Polsce – "Dębieńsko" i "Morcinek". W 2008 otrzymała 50-letnią koncesję na wydobycie węgla ze złoża "Dębieńsko 1”, a w 2010 przygotowała wniosek o poprawkę do tejże koncesji. Dokumentacja geologiczna dotycząca projektu "Morcinek" zostanie sporządzona do końca 2011 r.
NWR Karbonia Sp. z o.o. powstała 22 czerwca 1999 r. 28 lutego 2011 r. Spółka zmieniła swój status prawny, stając się Spółką Akcyjną. Prezesem Spółki od listopada 2008 r. jest Ján Fabián, a jego zastępcą i dyrektorem wykonawczym jest Jerzy Wacław Klinowski.